# كيتلين قود
كيتلين قود هي راقصة على الجليد كندية، ولدت في 8 نوفمبر 1990 في تورونتو في كندا.

## وصلات خارجية
- كيتلين قود على موقع الاتحاد الدولي للتزلج (الإنجليزية)
- كيتلين قود على موقع الاتحاد الدولي للتزلج (الإنجليزية)